# Tour d'abandon

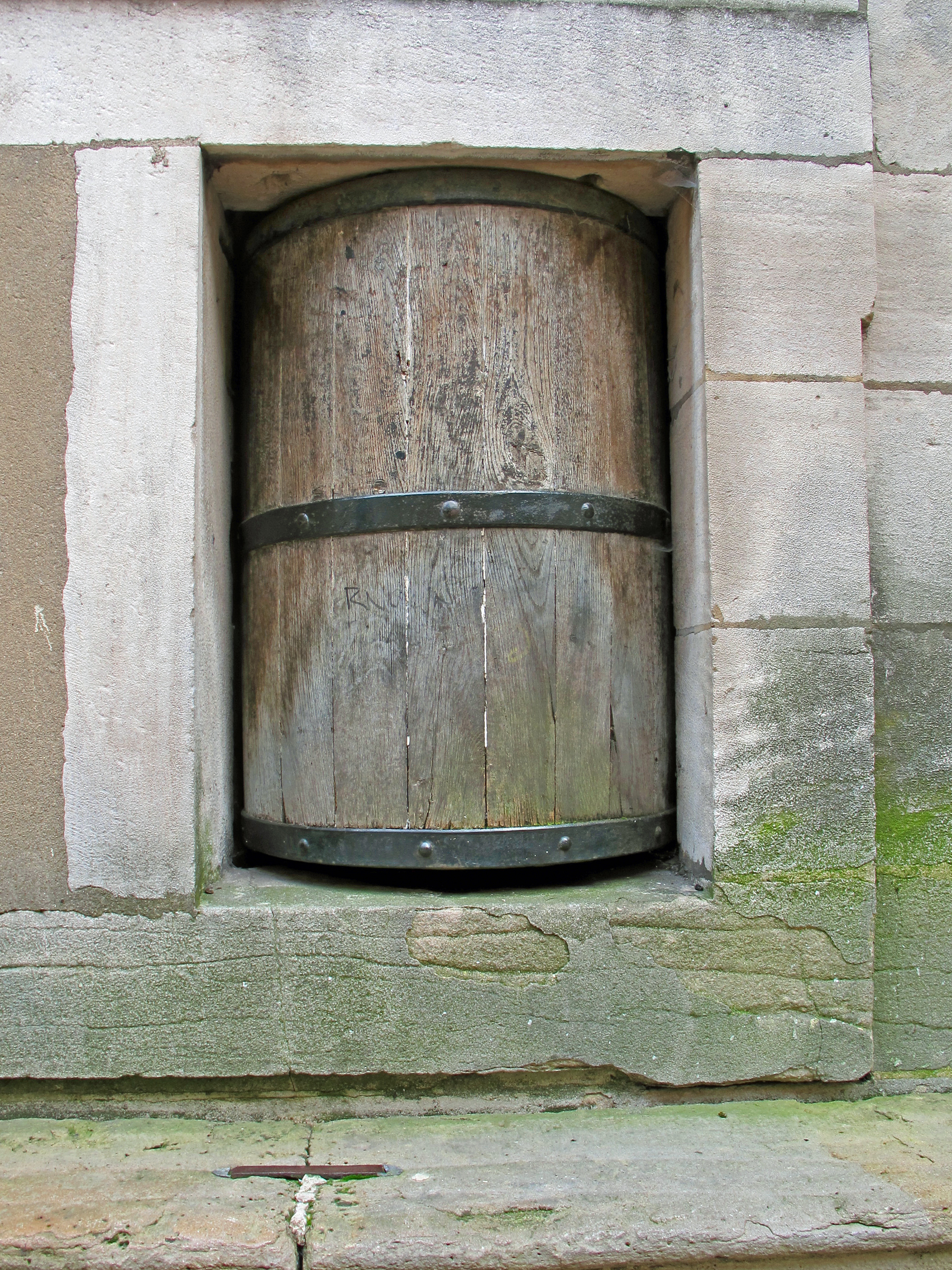
Tour d'abandon. Mâcon (Saône-et-Loire).

Un tour d'abandon ou tour d'exposition (appelé parfois « boîte à bébé » dans d'autres pays) est un dispositif permettant aux mères de déposer de manière anonyme leur bébé, généralement nouveau-né, pour qu'il soit trouvé et pris en charge. Ce genre de dispositif était courant en Europe dès le Moyen Âge et au cours des XVIIIe et XIXe siècles. Ils disparaissent vers la fin du XIXe siècle mais réapparaissent sous une forme plus moderne depuis 1996, particulièrement en Allemagne, où l'on en compte environ 80.
Les tours d'abandon sont généralement situés dans des hôpitaux (hospices en France jusqu'en 1940) ou dans des centres sociaux, et consistent en une boîte tournante dans le mur de l'hospice (d'où le nom de tour) dans laquelle la mère dépose le bébé ; elle fait tourner la boîte et sonne une cloche pour avertir le personnel de l'établissement.
Dans les pays anglophones, le tour d'abandon s'appelle baby hatch (« guichet pour bébé », anciennement foundling wheel, soit « roue de l'enfant trouvé »), dans les pays germanophones Babyklappe (« guichet pour bébé ») ou Babyfenster (« fenêtre pour bébé »), en Italie culle per la vita (« berceau pour la vie », mais pour celle historique, on parle d'une ruota degli esposti, c'est-à-dire une « roue aux exposés »), au Japon こうのとりのゆりかご (« berceau de la cigogne ») ou 赤ちゃんポスト (« boîte à bébé »).

## Histoire

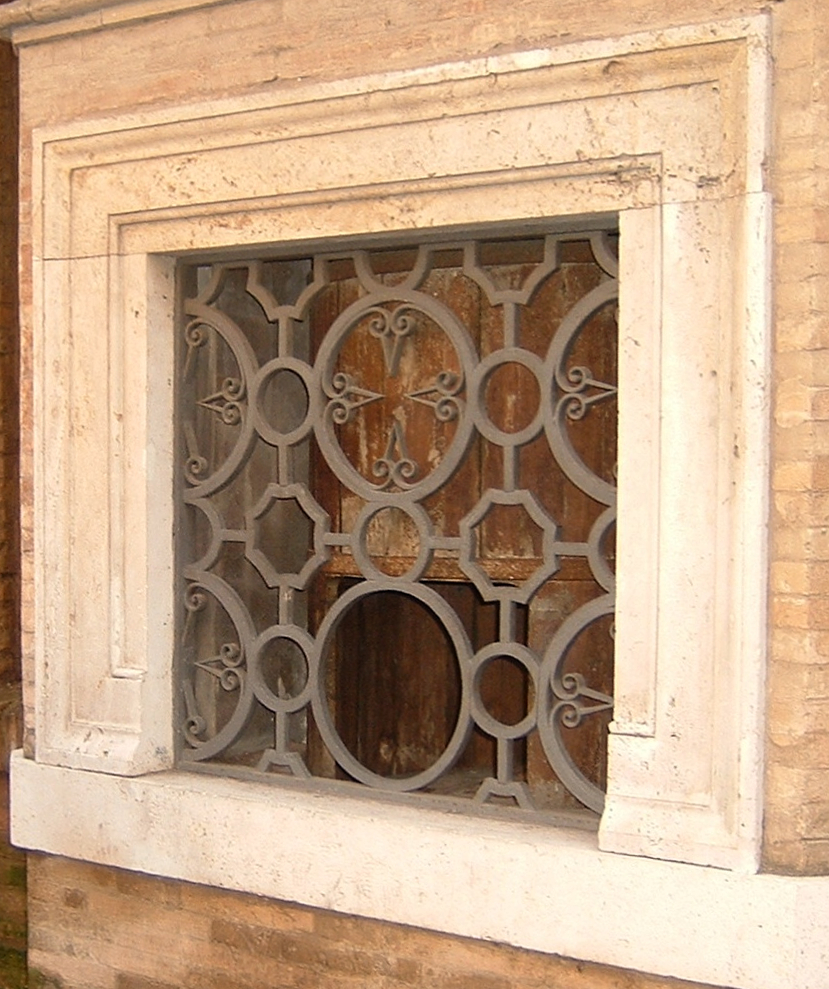
Culle per la vita, hôpital Santo Spirito, Rome.

Les tours d'abandon ont existé sous une forme ou sous une autre depuis des siècles. Le système était assez courant au Moyen Âge en Europe. En Italie on trouve les premiers ruote dei trovatelli (« roues pour enfants trouvés ») en 1198 ; le pape Innocent III déclare qu'ils doivent être installés dans les orphelinats pour que les femmes puissent y laisser leurs enfants et non les tuer. L'infanticide était alors clairement pratiqué sur les rives du Tibre. Ces tours d'abandon consistaient en un cylindre ouvrant sur l'extérieur d'un bâtiment, comme un tambour de porte. Les mères mettaient l'enfant dans le cylindre et tournaient celui-ci pour que l'enfant accède à l'édifice (généralement une église), puis sonnaient une cloche pour que les personnes à l'intérieur en soient averties. Un exemple de tour d'abandon datant de cette époque peut encore se voir à l'hôpital Santo Spirito du Vatican ; il y fut installé au Moyen Âge et utilisé jusqu'au XIXe siècle.
Le musée de l’Enfance de Fécamp, créé par le docteur Léon Dufour (1856-1928), fondateur de l’Œuvre de la Goutte de lait, conserve un authentique « tour » provenant d’un hôpital parisien.
À Hambourg, en Allemagne, un marchand néerlandais installe un tour d'abandon (qu'il appelle « Drehladen »), dans un orphelinat en 1709. Il est fermé cinq années plus tard, en 1714, parce que le nombre de bébés abandonnés est trop élevé pour les ressources financières de l'orphelinat. D'autres tours d'abandon sont installés à Cassel (Hesse) (1764) et à Mayence ((1811 à l'ancien couvent des pauvres des Clarisses).

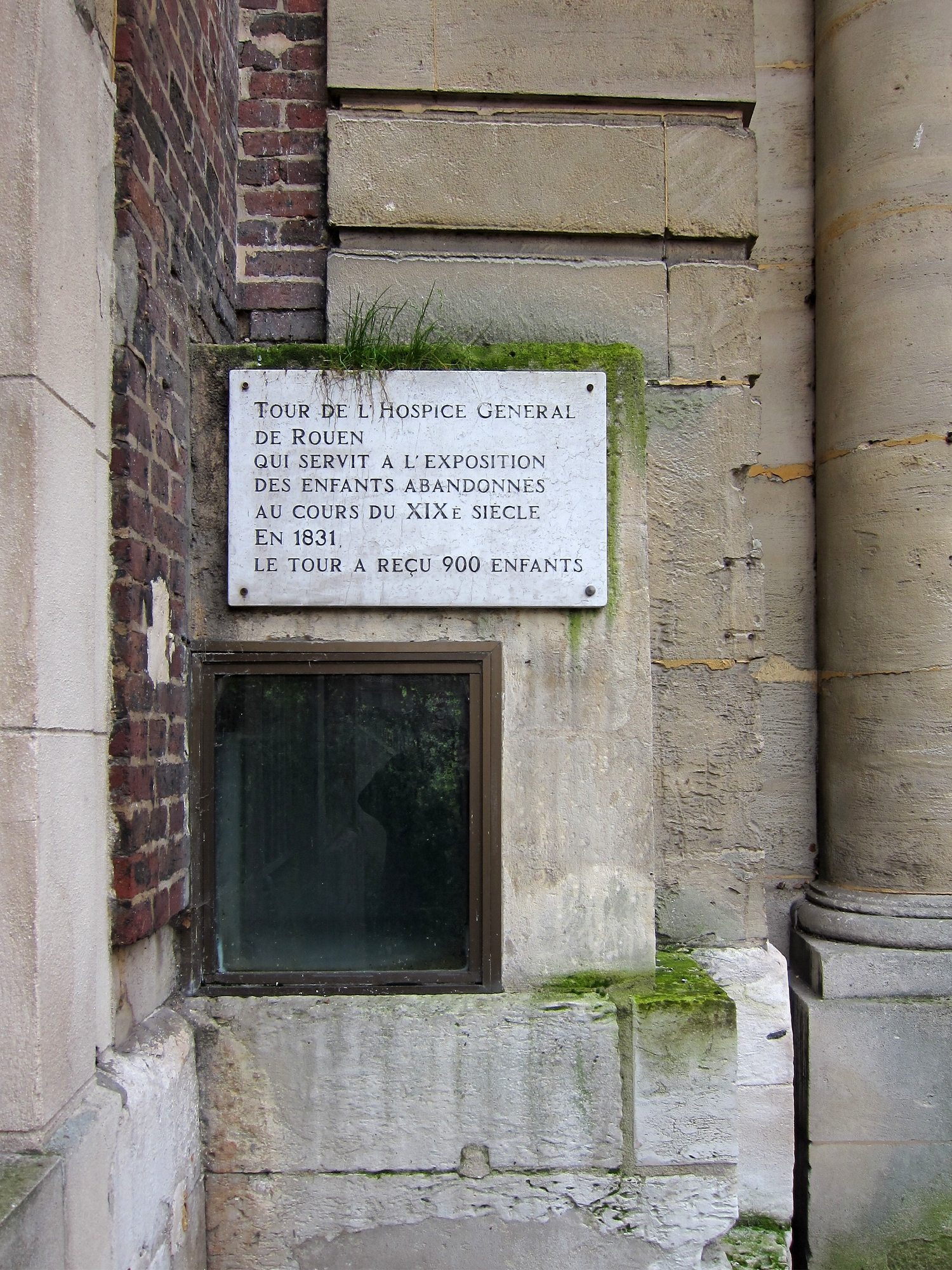
Le tour d'abandon de l'hospice général de Rouen.

En France, saint Vincent de Paul fait aménager le premier tour à Paris en 1638. La Révolution française autorise l'accouchement secret à l'hôpital par le décret du 28 juin 1793 de la Convention nationale avec alors la possibilité pour la mère de ne pas mentionner son nom dans l'acte de naissance. Toutefois, on constate dans nombre d'actes d'état civil que la mère a pu laisser un message anonyme à la diligence de l'institution accueillante, précisant, par exemple, si l'enfant a été baptisé ou non, ou qu'elle souhaitait lui donner un prénom précis... et qu'il a été donné satisfaction à ce vœu (voir, par exemple, le Havre Ingouvile en 1826). Les tours sont légalisés par un décret impérial du 19 janvier 1811, et à leur apogée ils sont au nombre de 251 dans toute la France. On en trouve dans les hôpitaux, comme l'Hôpital des Enfants-Trouvés de Paris. Mais un mouvement favorable à leur suppression se développe dans les années 1830. Le nombre d'enfants abandonnés se compte en dizaines de milliers chaque année et les tours d'abandon sont fermés en 1863. Ils sont remplacés par des « bureaux d'admission » où les mères peuvent laisser leurs enfants de manière anonyme tout en recevant des conseils. Les tours d'abandon sont abolis par la loi du 27 juin 1904 qui réglemente l'abandon. Le décret-loi du 2 septembre 1941 organise l'« accouchement sous X », par lequel les femmes conservent le droit d'accoucher anonymement dans les hôpitaux et d'y laisser leur bébé, puis d'être prises en charge gratuitement pendant 2 mois.
En Belgique, l'Hospice des Enfants Trouvés, rue du Bois Sauvage à Bruxelles, comportait un tour d'abandon où 530 bébés ont été déposés pendant la seule année 1841. En 1843, la ville de Bruxelles interdit ce type d'abandon.
Au Brésil et au Portugal, les « rodas dos expostos » (littéralement « roues pour les exposés ») sont instaurées par le décret du  24 mai 1783 de la reine Marie Ire, dans lequel où elle ordonne la création d'un orphelinat par commune. Ainsi, le tour d'abandon de l'hôpital Santa Casa de Misericordia de São Paulo, est installé le 2 juillet 1825 et fermé le 5 juin 1980 quand les tours d'abandon sont déclarés incompatibles avec le système social moderne, après un débat qui a duré cinq années.

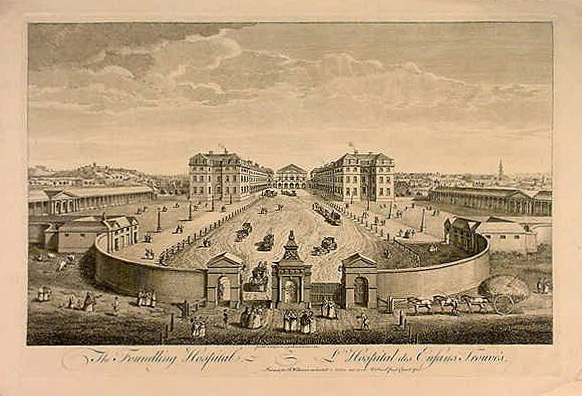
Gravure du Foundling Hospital de Londres.

Au Royaume-Uni et en Irlande, les enfants abandonnés sont élevés dans des orphelinats financés par le Poor Tax. Il y avait également des maisons d'enfants abandonnés à Londres et à Dublin. Le Dublin Foundling Hospital and Workhouse installe un tour d'abandon en 1730. Le tour d'abandon de Dublin est fermé en 1826 avec l'hôpital à cause du taux élevé de mortalité parmi les enfants qui y étaient déposés.

## Utilisation actuelle
En Allemagne, le premier tour d'abandon moderne voit le jour dans le district d'Altona de Hambourg le 11 avril 2000, après qu'on a retrouvé en 1999 plusieurs bébés abandonnés qui étaient morts d'hypothermie. Il consiste en un lit chauffé ou au moins isolé où le bébé peut être placé depuis l'extérieur de l'édifice. Quand un bébé y est mis, après un court délai pour laisser  le temps à la déposante de partir anonymement, des détecteurs placés dans le lit déclenchent une alarme silencieuse et alertent les personnes soignantes pour qu'elles viennent prendre le bébé en charge. Pendant les huit premières semaines, la mère peut revenir récupérer son enfant sans qu'il n'y ait de retombées légales. Dans le cas contraire, l'enfant est proposé à l'adoption. En 2005, 22 bébés furent déposés dans les tours d'abandon de Hambourg, dont sept ont été récupérés par la suite par leurs mères.
Fin 2011, le ministère de la Santé russe a décidé d'en équiper les hôpitaux russes en commençant par les hôpitaux pour enfants de Krasnodar, Novorossiysk et Sotchi.

## Raisons pour son utilisation
Une des raisons les plus courantes de l'abandon de bébés par le passé était le fait qu'ils étaient conçus hors mariage. Aujourd'hui, les tours d'abandon sont le plus souvent utilisés par des mères ne pouvant pas prendre en charge l'enfant et ne souhaitant pas dévoiler leur identité. Dans certains pays, dont l'Allemagne, il n'est pas permis aux mères d'accoucher anonymement dans un hôpital ; les Babyklappe ou Babyfenster sont donc les seuls endroits où elles peuvent laisser leur enfant pour que d'autres s'en occupent. En Inde les tours d'abandon sont une alternative à l'infanticide ou fœticide des enfants filles dû à des facteurs socio-économiques.

## Aspects légaux

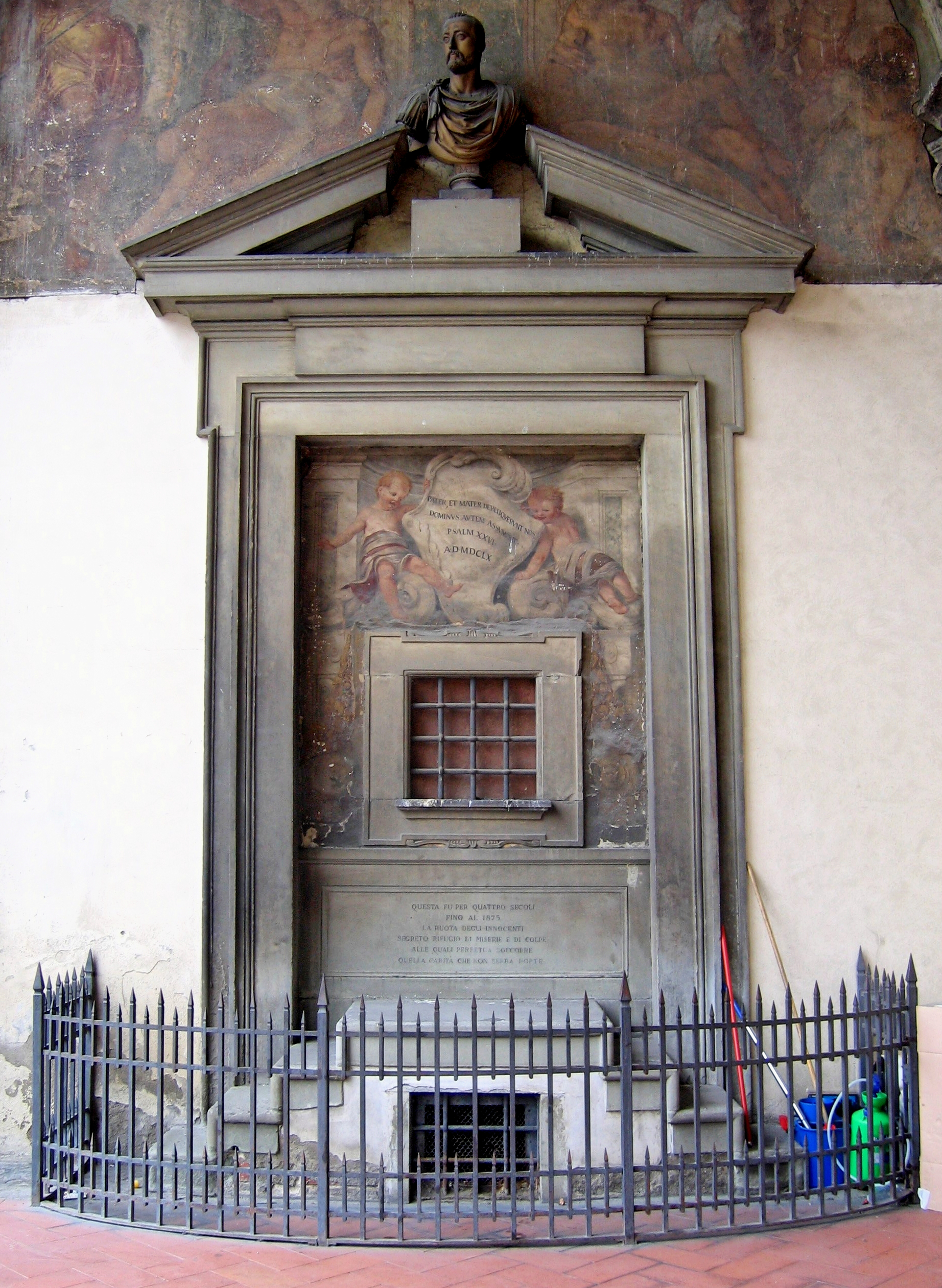
Ruota degli innocenti, Ospedale degli Innocenti, Florence.

Les tours d'abandon posent des problèmes légaux par rapport au droit des enfants à connaître leur propre identité, tel qu'il est garanti dans l'article VIII de la Convention relative aux droits de l'enfant. Les tours d'abandon privent également le père de connaître le sort de son enfant.
En Autriche, la loi considère les bébés trouvés dans les tours d'abandon comme enfants abandonnés. Les services sociaux locaux pour les enfants et jeunes (« Jugendwohlfahrt ») prennent en charge l'enfant pendant les six premiers mois, à la suite de quoi il est proposé à l'adoption. Les femmes n'ont pas le droit d'accoucher anonymement.
Dans la République tchèque, le Ministère des affaires sociales confirme en 2006 que les tours d'abandon sont légaux aux yeux de la loi tchèque. Mais en mars 2006, la colonel de la police Anna Piskova, déclare à la télévision tchèque, en contradiction avec le ministère, que la police recherche les mères d'enfants abandonnés. Ludvik Hess, chef de l'organisation chargée des tours d'abandon, Statim, s'en plaint et obtient l'appui de Save the Children.
En France, le régime de Vichy adopte, le 2 septembre 1941, un décret législatif pour la protection des naissances, permettant l'accouchement anonyme. Cette loi, modifiée depuis, est à l'origine du droit moderne à l'accouchement anonyme (accouchement sous X), comme souligné par le Code d'action sociale et des familles (art. 222-6). Il couvre les enfants jusqu'à l'âge d'un an. En 2003, la Cour européenne des droits de l'homme défend cette loi, en déclarant qu'elle ne viole pas la Convention européenne des droits de l'homme.
En Allemagne, le système de Babyklappe est à la limite de la légalité : une mère qui abandonne son enfant commet un crime aux yeux de la loi allemande. Toutefois, les lois sociales allemandes autorisent les parents à laisser leur enfant à charge d'une troisième partie jusqu'à huit semaines, par exemple s'ils doivent rester à l'hôpital. Passé ce délai de huit semaines, un employé du Bureau du Bien-être de l'Enfant doit être appelé. La loi allemande considère les bébés laissés dans les Babyklappe comme laissés à charge d'une troisième partie. Mais le fait qu'on a trouvé des bébés abandonnés qui étaient handicapés ou âgés de plus de trois mois a révélé une lacune dans la loi qui est extrêmement controversée. Plusieurs essais ont été faits pour éclairer la base légale des Babyklappe et pour organiser la prise en charge des bébés abandonnés, mais la situation est encore assez mal régulée.
Au Japon, une mère qui abandonne son bébé encourt une condamnation pouvant aller jusqu'à cinq ans de prison. Mais en 2006, l'Hôpital Jikei de Kumamoto a déposé une demande auprès de la préfecture et de la ville de Kumamoto, ainsi que d'autres autorités, pour ouvrir un tour d'abandon. On[Qui ?] lui répondu que cela ne serait pas considéré comme un abandon, puisque les bébés seraient mis sous la protection de l'hôpital. Mais que le ministère japonais de la santé ne ferait pas de déclaration à ce sujet, à part pour dire qu'il n'y avait aucun précédent.
Au Royaume-Uni, l'abandon d'un enfant de moins de deux ans par sa mère est considéré comme un crime et elle encourt cinq ans de prison. Il n'y a donc pas de tours d'abandon puisque ceux-ci seraient illégaux. En pratique, ces poursuites sont extrêmement rares. Elles ne peuvent avoir lieu que si les circonstances prouvent une réelle intention maligne, et si l'abandon se solde par la mort de l'enfant. Une mère souhaitant faire adopter son enfant peut le faire, mais uniquement après avoir suivi un cours d'orientation intensif ayant pour but de s'assurer qu'elle veut vraiment renoncer à l'enfant.

## Situation internationale

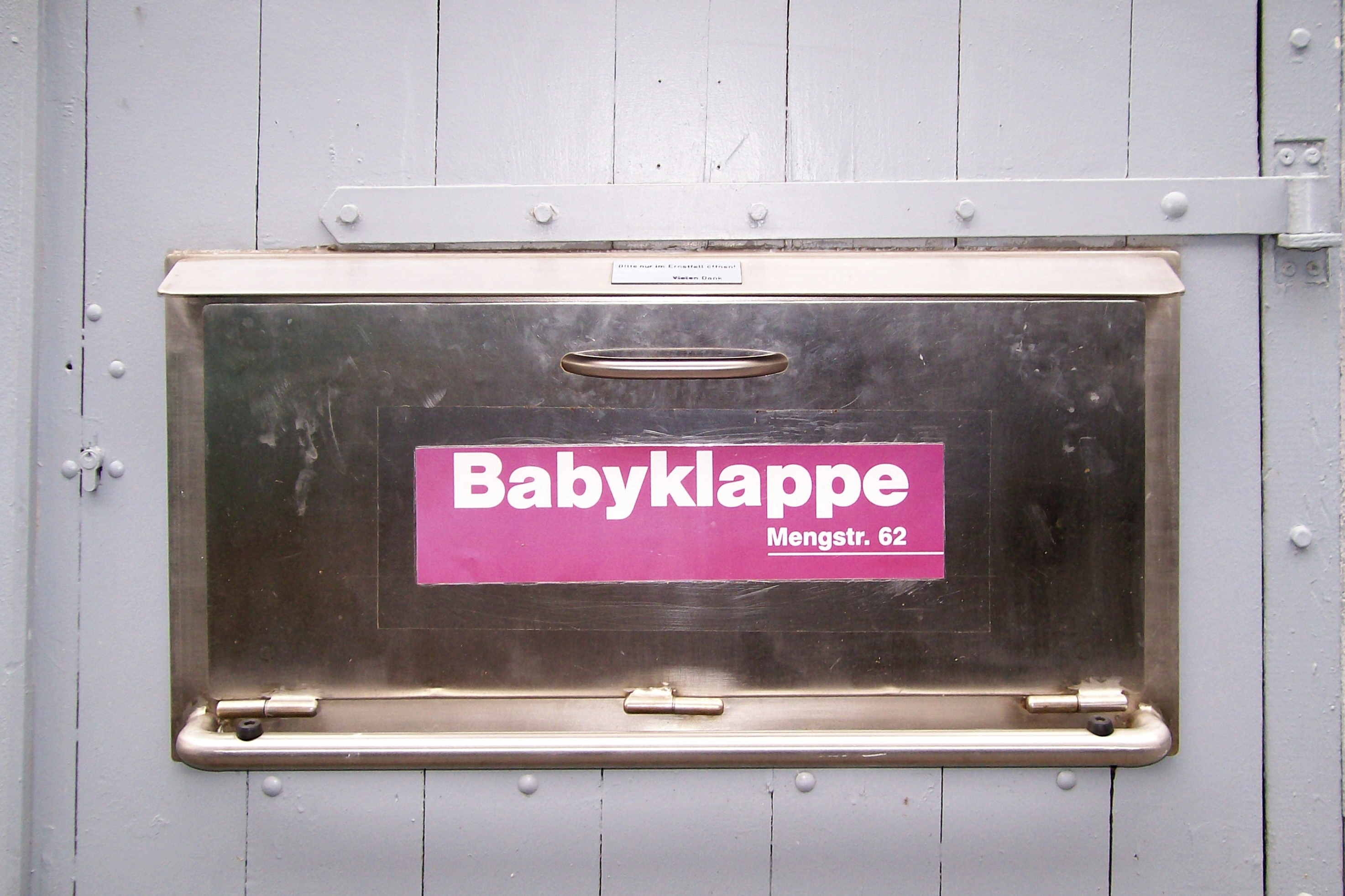
Babyklappe à Lübeck (All.)

- Afrique du Sud : L'ONG Door of Hope construit « un trou dans le mur » en août 2000 à la Mission Church de Johannesburg. En juin 2004, 30 bébés y avaient été abandonnés[11].
- Allemagne : La première Babyklappe moderne est installée en 2000 ; en 2005 il y en avait 80 dans tout le pays[12] et 98 en 2013[13].
- Autriche : Six communes possèdent des Babyklappe.
- Belgique : L'association Moeders voor Moeders (« Mères pour mères ») installe le premier vondelingenschuif dans le district de Borgerhout d'Anvers en 2000[14]. Il est communément appelé « Moeder Mozes Mandje », ou « Panier de Moïse des mères ». C'est seulement en 2007 qu'un premier bébé âgé de 5 jours y a été déposé ; un second âgé de 2 jours a suivi en juillet 2009[15].
- République tchèque : Le premier tour d'abandon est installé à Prague en 2002 par Babybox - Statim[16]. En mars 2006, trois enfants y avaient été déposés..
- États-Unis : Les tours d'abandon n'existent pas, mais 47 États ont introduit les safe haven laws, les lois des refuges, à commencer par le Texas le 1er septembre 1999. Ces lois permettent aux parents d'abandonner légalement leur nouveau-né (de moins de 72 heures) anonymement dans certains endroits appelés « safe havens » (« refuges »), comme les hôpitaux et les casernes de pompiers. Cette loi a un nom différent selon l'État, ainsi en Californie, elle est appelée Safely Surrendered Baby Law[17].
- Hongrie :  Il y a environ douze tours d'abandon, en général dans des hôpitaux. Le premier a ouvert en 1996 dans l'hôpital Schopf-Merei Agost de Budapest.
- Inde : Dans l'État de Tamil Nadu on en a installé un en 1994, sur les ordres du ministre J. Jayalalithaa, pour lutter contre l'infanticide des petites filles. Ces bébés appelés Thottil Kuzhanthai (« bébés berceaux ») sont pris en charge par le gouvernement qui leur garantit une éducation gratuite.
- Italie : Il y a environ huit tours d'abandon. En décembre 2006, on en a installé un au Policlinico Casilino de Rome ; en février 2007, il a recueilli un premier enfant abandonné. Un projet est aussi à l'étude pour en installer un à l'hôpital Santo Spirito du Vatican, qui a abrité jadis l'un des tout premiers culle per la vita.
- Japon : Un こうのとりのゆりかご (« berceau de la cigogne ») existe à l'hôpital Jikei de la préfecture de Kumamoto depuis 2006, pour essayer de réduire le nombre des avortements et de protéger les bébés abandonnés.
- Pays-Bas : Depuis 2014, cinq chambres des enfants trouvés ont été créées : Papendrecht (septembre 2014), Groningen (novembre 2014), Oudenbosch (avril 2015), Middelburg (juin 2015) et Zwolle (mai 2016).
- Pakistan : La Edhi Foundation gère environ 250 centres offrant un service de jhoola. Le jhoola est un berceau suspendu en métal blanc avec un matelas où le bébé peut être déposé, à l'extérieur du centre. Il y a une cloche que l'on peut sonner pour avertir les employés. Mais ils  vont aussi voir le jhoola toutes les heures.
- Philippines : L' Hospicio de San José de Manille, fondé en 1810 et géré par les Filles de la Charité, possède un « berceau tournant » marqué d'un panneau indiquant « Bébés abandonnés reçus ici ».
- Suisse : Un tour d'abandon est installé à l'hôpital d'Einsiedeln le 9 mai 2001. En 2016, la Suisse en compte désormais huit.

## Dans la fiction
Maurice Druon, dans sa série romanesque Les Rois maudits, décrit brièvement une scène d'abandon d'enfant dans un tour. Cette scène intervient dans le troisième tome, La Loi des mâles, à la fin du chapitre « De Neauphle à Saint-Marcel », lorsque Marie de Cressay, secrètement mariée et enceinte de Guccio Baglioni, et qui vient d'être confiée à la garde de Madame de Bouville, assiste avec sa protectrice à la venue d'une femme déposant son bébé dans le tour aménagé dans la clôture du couvent de Clarisses, et actionnant la cloche avant de s'enfuir une fois l'enfant pris en charge depuis l'intérieur de la clôture.
La romancière Andrea H. Japp utilise également le thème des tours d'abandon dans sa série policière historique Les Enquêtes de M. de Mortagne, bourreau, en titrant le troisième tome Le Tour d’abandon. Plusieurs enfants confiés aux tours d'abandon de la ville de Mortagne-au-Perche, au début du XIVe siècle, y disparaissent mystérieusement.
Le sujet est aussi abordé dans la bande dessinée Babybox de Jung, parue en 2018.